# Netflix
Netflix Inc. je američki pružatelj internet streaming usluga na zahtjev. Tvrtka je osnovana 1997. godine sa sjedištem u Los Gatosu u Kaliforniji. Usluge je pretplatnicima počela pružati 1999. godine. Tvrtka je tijekom 2009. godine ponudila 100.000 naslova DVD-a i imala 10 milijuna pretplatnika. U rujnu 2014. Netflix je imao pretplatnike u više od 40 zemalja s planovima za proširenje svoje usluge u drugim zemljama. Do 5. siječnja 2016. je i službeno dostupna je u Sjevernoj i Južnoj Americi, na Karibima i dijelovima Europe. Godine 2016. Netflix je dostupan u gotovo svim zemljama, osim: Kine, Sirije, Krima i Sjeverne Koreje.
Broj pretplatnika na kraju 2018. godine bio je 137 milijuna.
Nakon ruske invazije na Ukrajinu 2022., Netflix je 4. ožujka 2022. objavio da je pauzirao sve buduće projekte i akvizicije iz Rusije Dva dana kasnije, 6. ožujka 2022., Netflix je najavio da će obustaviti svoju uslugu u Rusiji.

## Također pogledajte
- Disney+
- Max (streaming usluga)
- SkyShowtime
- Streaming

## Vanjske poveznice
- Službena stranica